# Накамура Сюнсуке
Накамура Сюнсуке (яп. 中村俊辅; англ. Shunsuke Nakamura; нар. 24 червня 1978, Йокогама) — японський футболіст, півзахисник, виступає за клуб «Йокогама Ф. Марінос», колишній гравець збірної Японії.
Володар кубка Азії з футболу 2000 і 2004 років. Найкращий футболіст кубка Азії з футболу 2004 року. Чемпіон Шотландії 2007 і 2008 років. Володар кубка Шотландії 2007 року. Найкращий футболіст Шотландії 2007 року за версією гравців. 
Накамура відомий гарним дриблінгом і майстерністю виконання штрафних ударів. Найвідоміший гол — у ворота «Манчестер Юнайтед» у Лізі чемпіонів сезону 2006/2007.
Після закінчення чемпіонату світу 2010 оголосив про завершення своїх виступів у національній команді Японії.

## Статистика
Статистика виступів у національній збірній.
| Збірна Японії | Збірна Японії | Збірна Японії |
| Роки          | Ігри          | голи          |
| ------------- | ------------- | ------------- |
| 2000          | 16            | 3             |
| 2001          | 1             | 0             |
| 2002          | 6             | 2             |
| 2003          | 8             | 4             |
| 2004          | 15            | 3             |
| 2005          | 11            | 2             |
| 2006          | 6             | 2             |
| 2007          | 10            | 4             |
| 2008          | 9             | 2             |
| 2009          | 11            | 2             |
| 2010          | 5             | 0             |
| Усього        | 98            | 24            |

## Титули і досягнення
- Чемпіон Шотландії (3):

«Селтік»: 2005-06, 2006-07, 2007-08
- Володар Кубка Шотландії (1):

«Селтік»: 2006-07
- Володар Кубка шотландської ліги (2):

«Селтік»: 2005-06, 2008-09
- Володар Кубка Джей-ліги (1):

«Йокогама Ф. Марінос»: 2001
- Володар Кубка Імператора (1):

«Йокогама Ф. Марінос»: 2013
- Переможець Кубка Азії (2):

Японія: 2000, 2004
- Футболіст року в Японії: 2000, 2013